# Caruthersville Bridge
Die Caruthersville Bridge  ist eine vierstreifige Straßenbrücke über den Mississippi River zwischen Caruthersville in Missouri und Dyersburg in Tennessee. Sie ist die nördlichste Brücke am Unterlauf des Flusses und die einzige entlang seines Laufes zwischen Cairo und Memphis. Die Fachwerkbrücke führt die Interstate 155 und den U.S. Highway 412 und ist die einzige direkte Straßenverbindung zwischen den Bundesstaaten Missouri und Tennessee.

## Geschichte
Erste Initiativen für eine Brücke bei Caruthersville gehen bis auf das Jahr 1946 zurück, eine staatliche Genehmigung wurde aber erst 18 Jahre später 1964 erteilt. Die Bauarbeiten begannen 1969 und nach weiteren sieben Jahren konnte die Brücke im Dezember 1976 eröffnet werden.

## Beschreibung

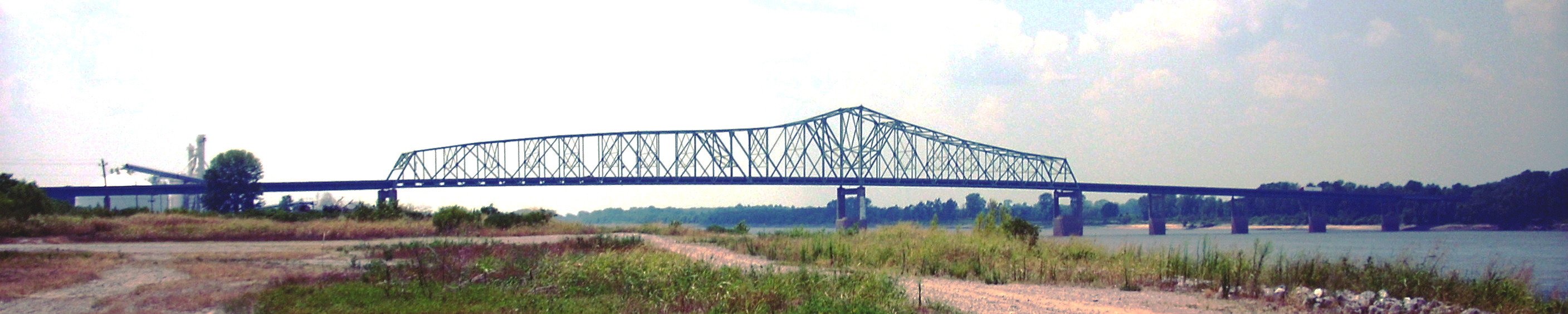
Die über 2 km lange Caruthersville Bridge mit ihrem unsymmetrischen Gerberträger, Blick flussabwärts nach Westen

Zentrales Element der Hauptbrücke ist ein 439 Meter langer Stahl-Fachwerkträger, der als unsymmetrischer Gerberträger ausgeführt ist. Er bildet Spannweiten von 280 Meter über der Schifffahrtsrinne auf der Tennessee-Seite im Süden und von 159 Meter in Richtung Missouri-Seite im Norden. Auf den Fachwerkträger folgen beidseitig jeweils fünf Balkenbrücken aus Stahl-Vollwandträgern von 4 × 72 m und 1 × 40 m; daran schließen sich eine Vielzahl von weiteren Stahlbeton-Balkenbrücken von je 27 Meter Länge an. Die Brücke ruht auf insgesamt 58 Stahlbetonpfeilern und erstreckt sich über eine Gesamtlänge von 2165 Meter.